# Eiskogel (Tennengebergte)
De Eiskogel is een berg in de deelstaat Salzburg, Oostenrijk. De berg heeft een hoogte van 2.321 meter.
De Eiskogel is onderdeel van het Tennengebergte.